# کادوالادر فندیگاید
کادوالادر آپ کادوالون  از حدود سال‌های ۶۵۵ تا ۶۶۴ یا ۶۸۲ پادشاه گوینِد در ولز بود. او در یکی از دو طاعون ویرانگری که در سال‌های ۶۶۴ و ۶۸۲ رخ داد، درگذشت. اطلاعات کمی از دوران سلطنت او در دست است.
اژدهای سرخ ، که مدت‌ها به عنوان نمادی ولزی شناخته می‌شد و در کتاب‌های مابینوگیون، تاریخ بریتانیا و داستان‌های جفری مونموث ظاهر می‌شد، از زمان به تخت نشستن هنری هفتم به تخت سلطنت انگلیس، اغلب به عنوان "اژدهای سرخ کادوالادر" شناخته شده است. ارتباط با کادوالادر یک ارتباط سنتی و بدون هیچ پایه تاریخی است.
اگرچه اطلاعات کمی در مورد کادوالادر تاریخی وجود دارد، اما او به یک چهره نجات‌دهنده اسطوره‌ای در فرهنگ ولزی تبدیل شد. او شخصیتی برجسته در داستان‌های عاشقانه جفری از مونموث است، جایی که او به عنوان آخرین نفر در یک سلسله باستانی که عنوان پادشاه بریتانیا را دارد، به تصویر کشیده می‌شود. در روایت جفری، او از طاعون نمی‌میرد. او در سال ۶۸۸ از تاج و تخت خود دست می‌کشد تا زائر شود، در پاسخ به پیشگویی مبنی بر اینکه فداکاری او از قدرت شخصی، پیروزی آینده بریتانیایی‌ها بر آنگلوساکسون‌ها را به همراه خواهد داشت. اعتقاد بر این است که داستان جفری در مورد پیشگویی کادوالا و سفر او به رم، شاخ و برگی از وقایع زندگی کادوالا از وسکس است که جفری به اشتباه او را با کادوالادر یکی دانسته است.